# Rolls-Royce Phantom Coupé
Rolls-Royce Phantom Coupé är en lyxcoupé från den brittiska lyxbilstillverkaren Rolls-Royce Motor Cars. Phantom Coupé bygger på den vanliga Phantommodellen fast med tvådörrars coupékaross. Phantom Coupé är mycket lik koncept och experimentbilen 101EX. Modellen visades upp offentligt för första gången på Internationella Bilsalongen i Genève den 4 mars 2008. I februari 2016 meddelade Rolls-Royce att tillverkningen upphör i slutet av året.

## Teknik
Phantom Coupé är baserad på den vanliga Phantommodellen som den delar den mesta tekniken med, men har ett chassi med 250 mm kortare hjulbas.Phantom Coupé är mycket lik koncept och experimentbilen 101EX. Motorn är Rolls-Royces vanliga V12:a på 6,75 liter och 460 hästkrafter.
Den automatiska växellådan är sexstegad och drivningen sker på bakhjulen. Dessutom har växellådan ett sportläge vilket övriga modeller i Phantomfamiljen saknar. Bilens chassi är uppbyggt kring en aluminiumram byggt i spaceframeteknik. Karosspanelerna (skärmar dörrsidor mm) är även de tillverkade i aluminium. Phantom Coupé har dessutom förbättrad körkänsla jämfört med övriga modeller i Phantomprogrammet och skall vara mer av "förarens bil" än övriga modeller. Bilen är utrustad med luftfjädring för bästa åkkomfort. I fronten har man placerat lysdioder i stället för konventionella strålkastararmaturer med glödlampor.

## Design

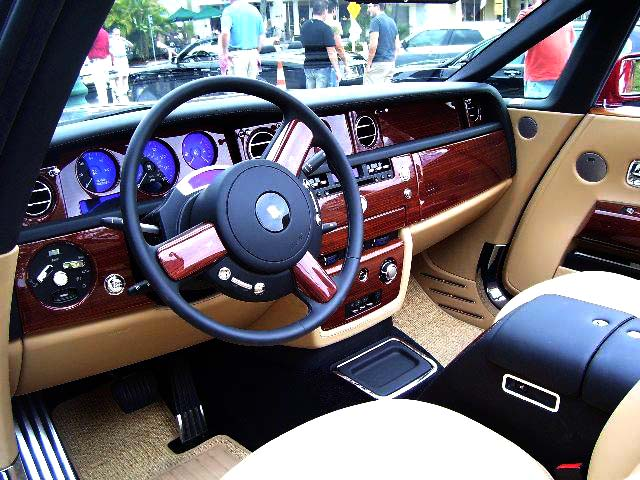
Interiören är som vanligt påkostad med träpaneler och läder.

Bilens design är starkt inspirerad av 1930-talets Art Deco, blandat med många moderna designattribut. Utseendet är mycket likt 101EX. Interiören är (naturligtvis) klädd i läder och träpaneler på vanligt Rolls-manér. Mot pristillägg så kan man få vindruteramen (A-stolpen) och motorhuven tillverkade av borstat rostfritt stål."Självmordsdörrarna" (se nedan) ska bidra till den "klassiska känslan" i bilens design.

## Speciella finesser

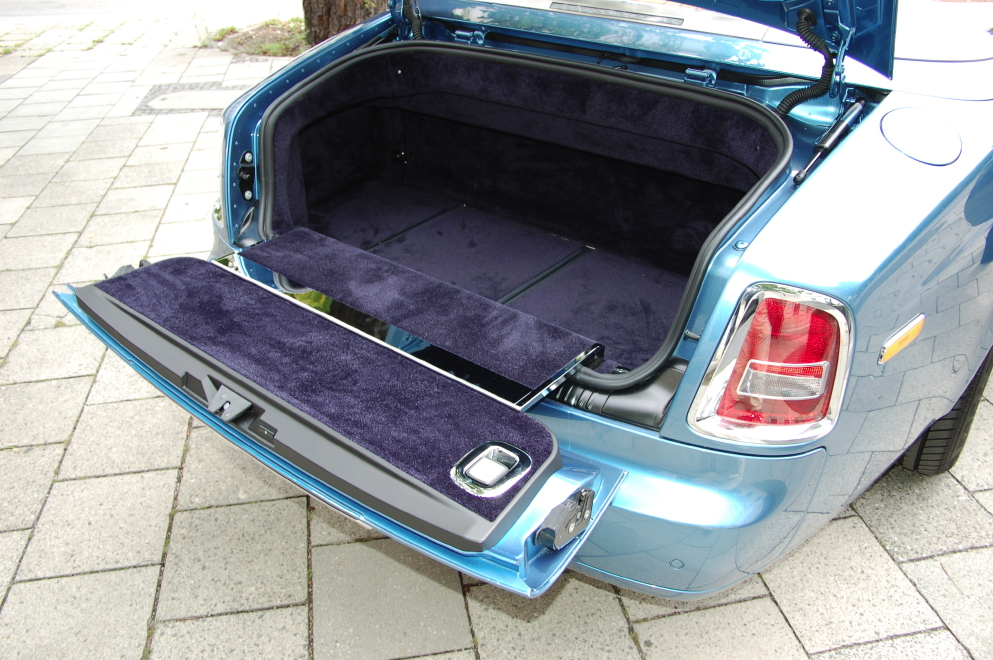
"Picknick Boot". Den nedfällda delen tål en belastning på 150 kg.

- På instrumentpanelen så finns en mätare "Power Reserve" som talar om hur stort effektuttaget är ur motorn
- Dörrarna har gångjärnen i bakkant och öppnas bakåt, så kallade självmordsdörrar.De kan stängas elektriskt inifrån med en knapptryckning. Dessutom så finns det ett förvaringsfack för ett paraply i varje dörr. För att undvika mögel är tyget på varje paraply teflonbelagt. Facken är dessutom elektriskt uppvärmda och försedda med fläktar för att torka eventuell fukt.
- Den traditionella kylarprydnaden Spirit of Ecstasy fälls ner elektriskt i kylaren antingen genom en knapptryckning på instrumentpanelen eller när man tar ur nyckeln ur tändningslåset.
- Bagageluckan är delad i två delar och den nedre delen går att fälla ner och blir en bekväm bänk som tål en belastning på 150 kg. Finessen kallas för "Picknick Boot".
- Innertaket har en futuristisk "stjärnhimmel" kallad "Starlight Headliner"  med 1 600 små ljuspunkter som skapats med hjälp av fiberoptik. Ljuset kan regleras med ett reglage på instrumentpanelen. Starlight Headliner är en finess hämtad från 101EX.
- RR-logotypen på navkapslarna är rättvänd, även under färd. Navkapseln är upphängd i ett kullager och en tyngd gör att den roterar i motsatt riktning mot hjulet. Detta gör då att texten 'RR' hela tiden "står stilla" och alltid är rättvänd i farter upp till 100 km/h.

## Tillverkningen upphör
Den 23 februari 2016 meddelade Rolls-Royce att tillverkningen av Phantom skulle upphöra i slutet av året. En ersättare är beräknad att lanseras tidigt 2018. Dock kommer kupé- och cabrioletmodellerna inte få några efterföljare. Som avslutning kommer Phantom Coupé och Phantom Drophead Coupé att tillverkas i en specialserie om 50 exemplar kallad Phantom Zenit.